# گورستان روستای بکرآباد
قبرستان روستای بکرآباد مربوط به سده‌های ۷ و ۸ ه.ق است و در شهرستان ورزقان، بخش مرکزی، دهستان بکرآباد، ۵۰ متری ضلع جنوبی روستای بکرآباد واقع شده و این اثر در تاریخ ۲۷ اسفند ۱۳۸۷ با شمارهٔ ثبت ۲۶۳۷۸ به‌عنوان یکی از آثار ملی ایران به ثبت رسیده است.